# Kimberly DiCello
Kimberly „Kim“ DiCello (* 30. September 1984 in San Diego als Kimberly McGiven) ist eine US-amerikanische Beachvolleyball- und Volleyballspielerin.

## Karriere Halle
DiCello begann ihre Karriere (noch unter dem Namen McGiven) als Schülerin der heimischen San Dieguito High School. Von 2002 bis 2006 spielte sie im Team der Santa Clara University. Von 2007 bis 2008 war die Außenangreiferin bei verschiedenen ausländischen Vereinen aktiv: Bei Córdoba Cajasur in Spanien, bei Longa 59 Lichtenvoorde in den Niederlanden und bei Surabaya Bank Jatim in Indonesien.

## Karriere Beach
Seit 2007 spielt DiCello national und international mit verschiedenen Partnerinnen Beachvolleyball. Mit Tealle Hunkus und Kendra VanZwieten gewann sie zwischen 2014 und 2016 mehrere NORCECA-Turniere. 2014 wurde sie „Most Improved Player“ der AVP Tour. Auf der AVP Tour 2016 gewann DiCello mit Kendra VanZwieten das Turnier in New Orleans. Mit Emily Stockman gewann sie 2017 auf der FIVB World Tour das 1-Stern-Turnier in Langkawi.

## Privates
DiCello hat drei Schwestern. Sie ist seit 2010 verheiratet und hat seit 2018 einen Sohn.